# شندة
شندة هي قرية في مقاطعة ساوجبلاغ، إيران. يقدر عدد سكانها بـ 453 نسمة بحسب إحصاء 2016.